# Primula littledalei
Primula littledalei är en viveväxtart som beskrevs av Isaac Bayley Balfour och Watt. Primula littledalei ingår i släktet vivor, och familjen viveväxter. Inga underarter finns listade i Catalogue of Life.